# دونوفان كوك
دونوفان كوك (بالإنجليزية: Donovan Cook)‏ هو رسام رسوم متحركة ومنتج أفلام ومخرج أمريكي، ولد في 30 يناير 1968 في سانتا مونيكا في الولايات المتحدة.

## وصلات خارجية
- دونوفان كوك على موقع IMDb (الإنجليزية)
- دونوفان كوك على موقع ألو سيني (الفرنسية)
- دونوفان كوك على موقع أول موفي (الإنجليزية)
- دونوفان كوك على موقع قاعدة بيانات الأفلام السويدية (السويدية)
- دونوفان كوك على موقع كينوبويسك (الروسية)